# Werner Delmes
Werner Delmes (Köln, 1930. szeptember 28. – 2022. január 13.) olimpiai bronzérmes német gyeplabdázó.

## Pályafutása
1956-ban Melbourne-ben és 1960-ban Rómában az Egyesült Német Csapat tagjaként indult. A melbourne-i olimpián bronzérmet szerzett a válogatottal.

## Sikerei, díjai
- Olimpiai játékok
  - bronzérmes: 1956, Melbourne